# Indicador ordinal
Em tipografia, o indicador ordinal é um símbolo adjacente ao número para denotá-lo como  ordinal  (e não  cardinal). O exato símbolo utilizado varia de acordo com o idioma.

## Uso

### Português,espanhol, eitaliano
Os sufixos .º e .ª são utilizados na representação, dependendo se o género gramatical é masculino ou feminino, respectivamente. Algumas codificações de caracteres proporcionam caracteres específicos para o uso de indicador original: º e ª (em Unicode U+00BA e U00AA)(em HTML &ordm; e &ordf;, respectivamente).
Rigorosamente falando, os indicadores ordinais deviam estar reservados para indicar um número ordinal (como o nome indica), enquanto que os sobrescritos deviam estar reservados para abreviaturas. No entanto, em português, não é raro ver algumas abreviaturas escritas com indicadores ordinais:

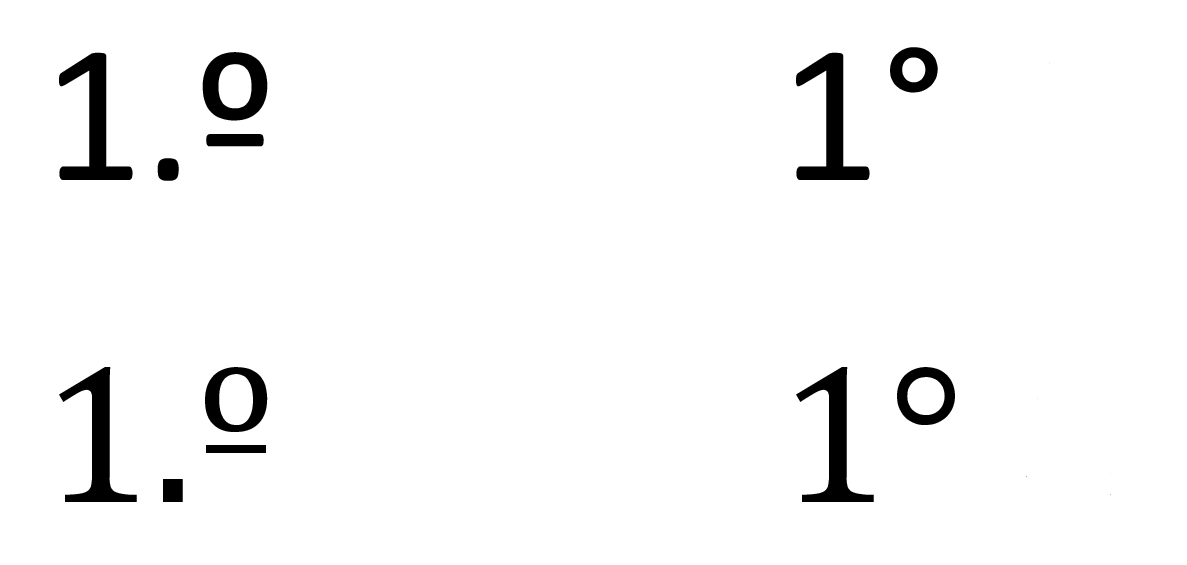
Comparação entre o indicador ordinal (à esquerda) e o sinal de grau (à direita), num tipo de letra monotónico e num tipo de letra de espessura variável

- Sr.ª em vez de Sr.ᵃ
- Eng.º em vez de Eng.ᵒ
- Ld.ª em vez de L.ᵈᵃ
- etc.

### Conceção
Em tipografia cuidada, os indicadores ordinais ª e º devem ser distinguíveis de outros caracteres.

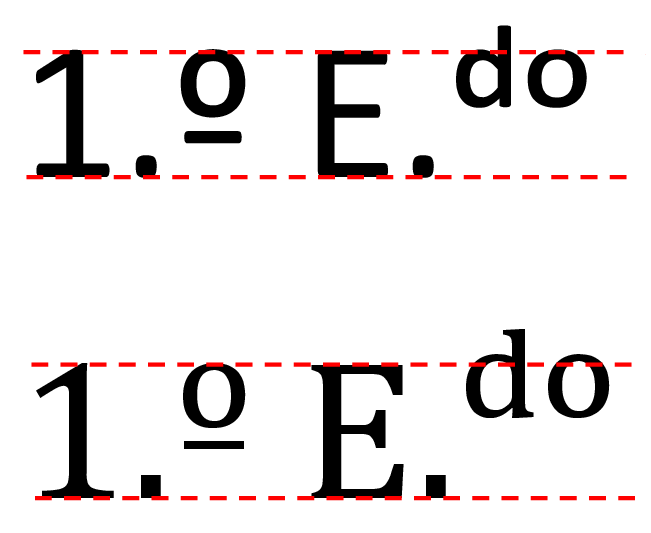
Alinhamento do indicador ordinal (à esquerda) e de caracteres sobrescritos (à direita), na abreviatura em português «1.º E.ᵈᵒ» (primeiro esquerdo), num tipo de letra monotónico e num tipo de letra de espessura variável

Um erro frequente é confundir o sinal de grau U+00B0 (°) com o indicador ordinal masculino. O sinal de grau é uma circunferência perfeita e nunca é sublinhado, enquanto que o indicador ordinal tem a forma da letra «o» minúscula. Isso quer dizer que, dependendo do tipo de letra, pode ser circular, oval ou elíptico e pode ter espessura de traço variável. Por vezes é sublinhado, mas não é obrigatório (em Portugal o no Brasil) mas é «aconselhável» para evitar confusões com o sinal de grau.
Também, os indicadores ordinais devem ser distintos dos caracteres sobrescritos. O topo dos indicadores ordinais (isto é, o topo das letras elevadas «a» e «o») têm de estar alinhadas com a altura-X do tipo de letra. O alinhamento do topo das letras «a» e «o» sobrescritas vai depender do posicionamento das letras sobrescritas do tipo de letra.

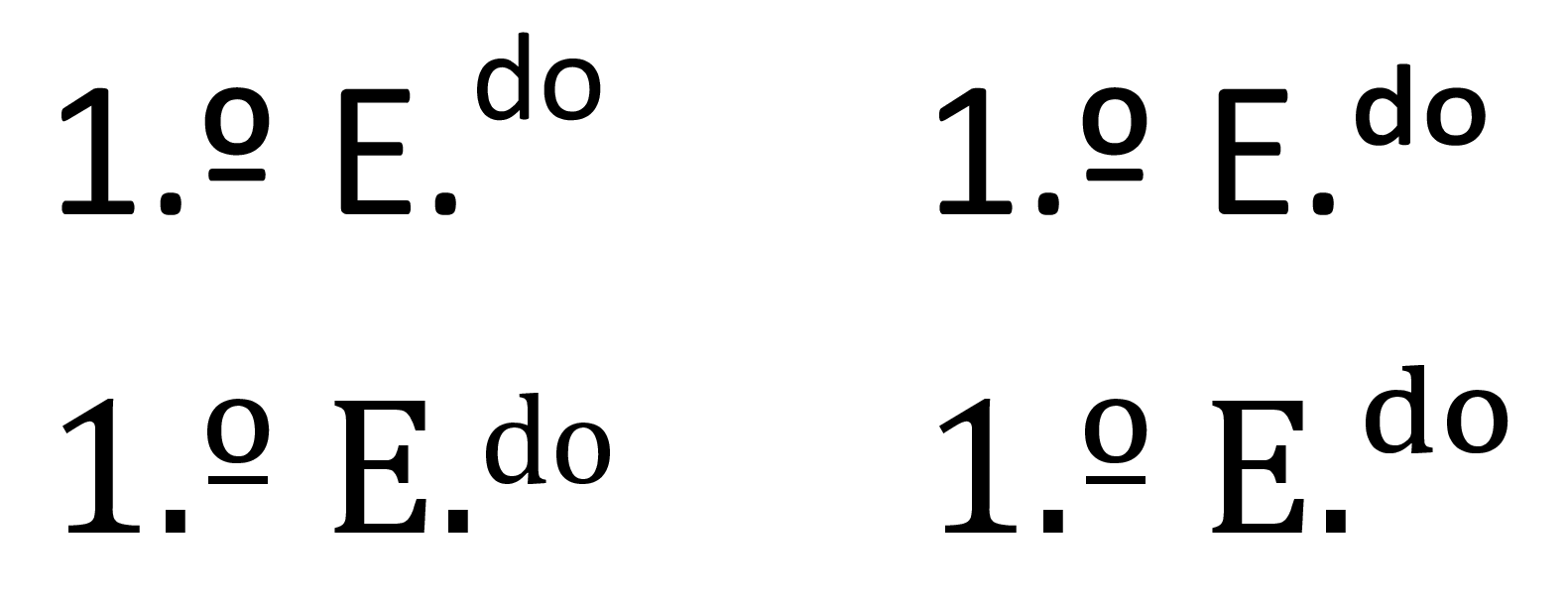
Comparação entre sobrescritos produzidos artificialmente (à esquerda) e verdadeiros sobrescritos (U+1D48 and U+1D52) (à direita), na abreviatura em português «1.º E.ᵈᵒ» (primeiro esquerdo), num tipo de letra monotónico e num tipo de letra de espessura variável

A espessura do traço dos indicadores ordinais é sempre proporcional à espessura do traço dos outros caracteres do tipo de letra. Em sobrescritos produzidos artificialmente (por exemplo, com o comando «superior à linha» de processadores de texto) a espessura do traço desses sobrescritos é mais fina.

### Inglês
Os sufixos -st (e.g. 21st), -nd ou -d (e.g. 22nd or 22d), -rd ou -d (e.g. 23rd or 23d), e -th (e.g. 24th) são utilizados na língua inglesa. No período vitoriano esses indicadores ficavam sobrescritos (2nd, 34th), sob influência da forma francesa (especialmente no inglês britânico), mas no começo do século XX o formato normal foi favorecido.

### Francês
São usados os seguintes sufixos, preferencialmente sobrescritos:
- -er para o número 1, se o objeto qualificado é masculino. E.g.: 1er — premier
- -re para o número 1, se o objeto qualificado é  feminino. E.g.: 1re — première
- -e para todos os outros números. E. g.:  2e — deuxième
- -d é igualmente  utilizado para o número 2, se o objeto qualificado é masculino. Exemplo: 2d — second
- -de é igualmente  utilizado para o número 2, se o objeto qualificado é feminino. Exemplo : 2de — seconde

No plural, os sufixos são seguidos de s . Exemplo: 1res — premières ; 2ds — seconds
O uso dos sufixos -ème e  ième no lugar de -e (e.g. 2ème para  deuxième) não é correto.
O sufixo º é utilizado em termos como primo, secundo, tertio, como 1º, 2º, 3º